# Jack Mitchell
Jack Mitchell (Key West, 13 settembre 1925 – New Smyrna Beach, 7 novembre 2013) è stato un fotografo statunitense.

## Biografia
Nato e cresciuto in Florida, cominciò ad interessarsi alla fotografia all'età di 12 anni, quando i genitori gli regalarono una Brownie. All'età di sedici anni era già un fotografo professionista e durante la seconda guerra mondiale lavorò come fotografo per l'esercito statunitense in Italia.
Tra i più acclamati e prolifici fotografi di scena statunitensi del secondo Novecento, Mitchell è noto soprattutto per le sue fotografie legate al mondo della danza. Nel 1949 fu invitato da Ted Shawn a diventare il fotografo ufficiale del Jacob's Pillow Dance, specializzandosi così a fotografare ballerini durante le prove e in scena. Nel 1950 si trasferì a New York, dove divenne il fotografo ufficiale dell'American Ballet Theatre. Dal 1961 al 1994 fu il fotografo dell'Alvin Ailey American Dance Theatre, realizzando oltre diecimila fotografie della compagnia nel corso di oltre tre decenni. Oltre centosessanta delle sue fotografie furono usate come di foto di copertina da Dance Magazine. 
Come ritrattista realizzò celebri scatti dei maggiori artisti dell'epoca, tra cui Angela Lansbury, Jack Nicholson, Meryl Streep, Gloria Swanson, Andy Warhol, Alfred Hitchcock, Natalie Wood, Leonard Bernstein, Truman Capote e una celebre foto di John Lennon scattata un mese prima del suo omicidio. Oltre un centinaio delle sue fotografie furono pubblicate dal New York Times e le sue opere sono apparse anche sulle pagione di Harper's Bazaar, Elle, Life, Newsweek, People, Rolling Stone, Time, Vanity Fair e Vogue. Andò in pensione nel 1995.
Dichiaratamente omosessuale, Mitchell fu legato sentimentalmente a Robert Plavik fino alla morte dell'uomo nel 2009. È morto in Florida nel 2013 all'età di 88 anni.

## Galleria d'immagini

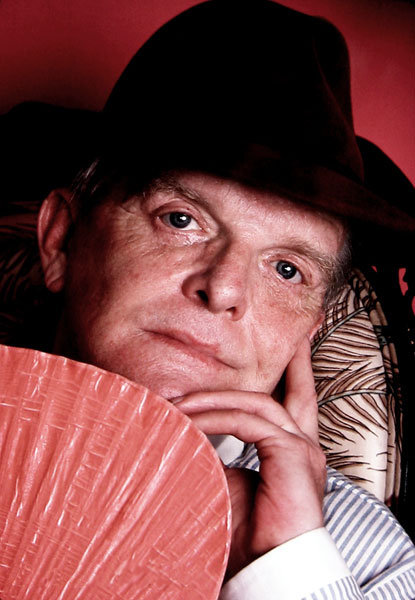
Truman Capote
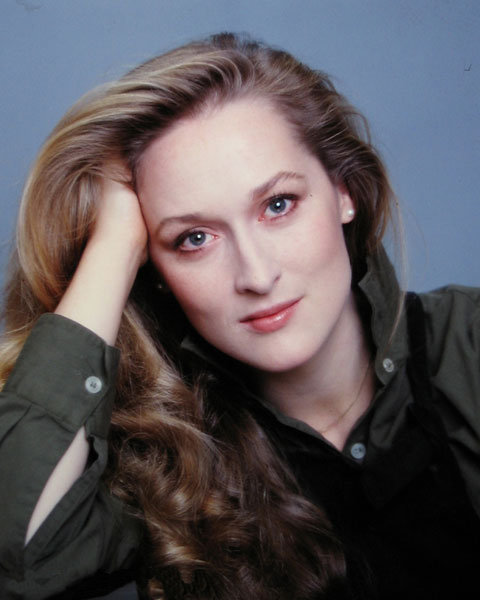
Meryl Streep
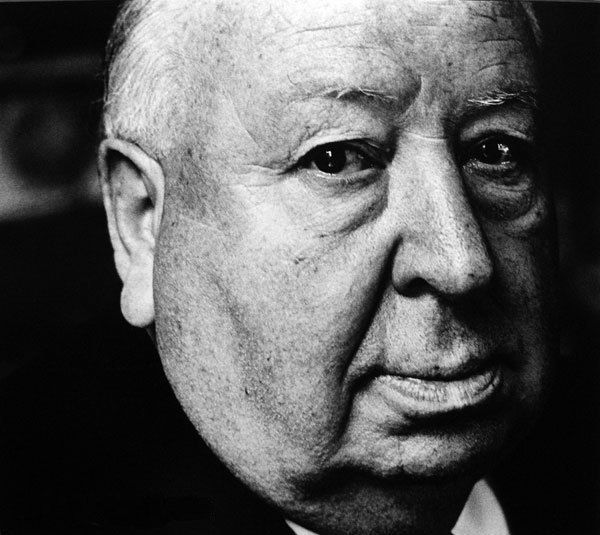
Alfred Hitchcock
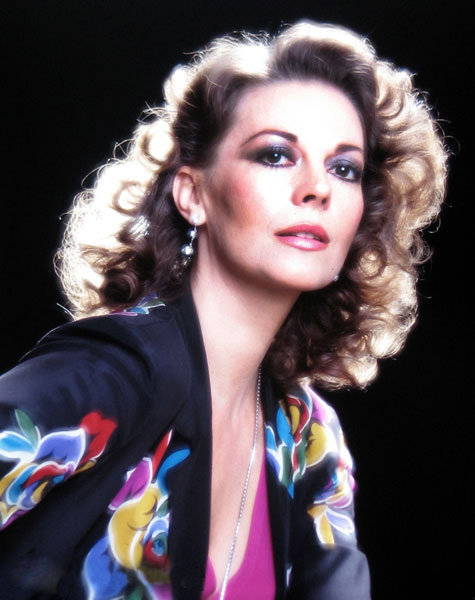
Natalie Wood
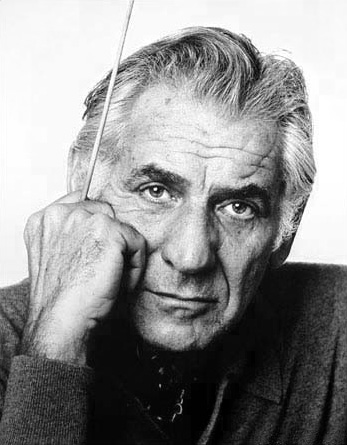
Leonard Bernstein
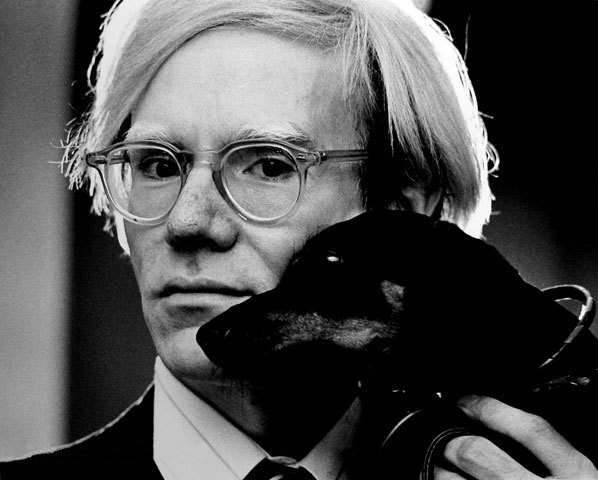
Andy Warhol
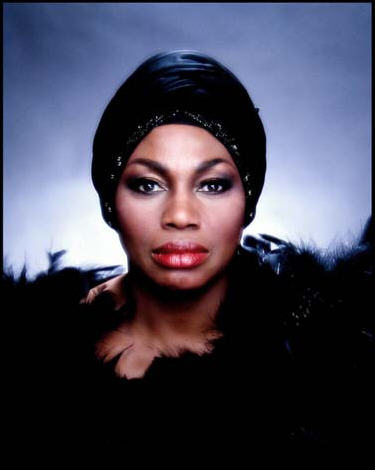
Leontyne Price, 1981
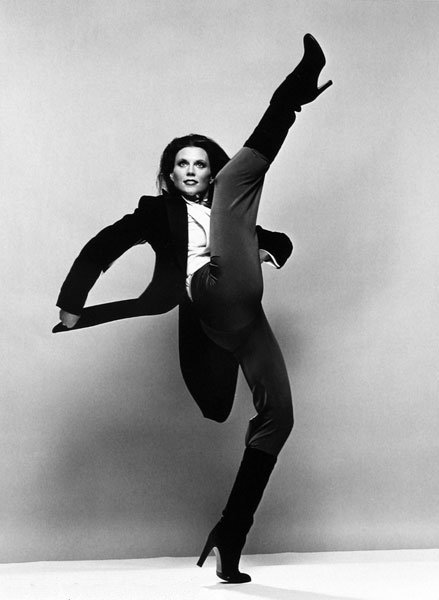
Ann Reinking
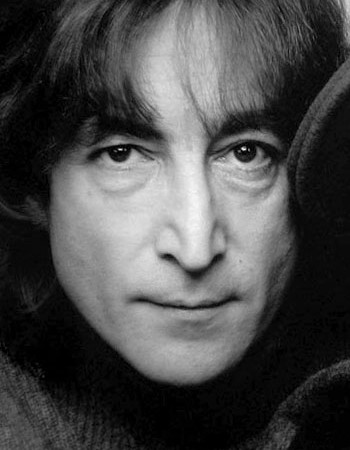
John Lennon